# Комендантський проспект (станція метро)
60°00′35″ пн. ш. 30°15′25″ сх. д. / 60.00972° пн. ш. 30.25694° сх. д.
Комендантський проспект (рос. Комендантский проспект) — кінцева станція Фрунзенсько-Приморської лінії Петербурзького метрополітену. До введення в експлуатацію ділянки «Достоєвська» - «Спаська» 7 березня 2009 разом з усім Приморським радіусом входила до складу Правобережної лінії.
Станція відкрита 2 квітня 2005 року в складі ділянки «Старе Село» - «Комендантський проспект». Найменування отримала по розташуванню на однойменному проспекті. У проекті станція носила назви «Богатирська», «Богатирський проспект», «Комендантська площа», «Комендантський аеродром»і «Проспект Випробувачів».

## Технічна конструкція
Конструкція станції — колонно-стінова трисклепінна глибокого закладення (глибина закладення — 75 м).
Колонно-прогонний комплекс виготовлено з високоміцної низьколегованої сталі. Діаметр склепіння центрального залу — 9,8 м, зворотного склепіння — 13,1 м. Діаметр бічних станційних тунелів — 8,5 м. Довжина станції — 176,74 м (СТП — 70 м), ширина — 22 м. Довжина платформи — 160 м, ширина — 13,5 м. Ряди колон перонного залу перериваються короткими стінками.
Похилий хід чотиристрічковий, починається з південного торця станції. Це найдовший в Санкт-Петербурзі ескалаторний тунель діаметром 10,5 м і довжиною 140 м. У протилежному торці є сходи і три закритих фальш-стіною проходи — задєл під другий вихід у місто.
Вестибюль

## Вестибюль
Підземний вестибюль заглиблений, розташовується під Комендантською площею, побудований методом «стіна в ґрунті». Спуски в підземний перехід і в касовий зал оснащені пандусами для інвалідів. В оздоблені підземного пішохідного переходу було використано світло-сірий Мансуровський граніт.
Вперше в історії петербурзького метро 4 входи в підземний перехід перекриті легкими павільйонами, виконаними з металу і триплексу. У 2008 році було відкрито вихід в ТРК «Атмосфера».
Над ескалаторами розташоване мозаїчне панно, що зображує авіаторів на тлі літаків. У нижній частині розташована напис «Слава у віках першим російським авіаторам».
Вихід у місто на Комендантську площу, Комендантський проспект, вулиці Уточкина і Ільюшина, проспект Випробувачів, Гаккелевську вулицю.

## Колійний розвиток
Станція з колійним розвитком — 5 стрілочних переводів, перехресний з'їзд, 1 станційна колія для обгону та відстою і 2 колії для відстою потягів.

## Оздоблення
Вперше в історії Петербурзького метрополітену в оздоблені стін і стелі станції використовували металокерамічні плити: колійні стіни — блакитного кольору (Alliance Ceramicsteel 15283G), колони і простінки — бежевого (Alliance Ceramicsteel 18123G), фальш-панелі, що приховують світильники, — темно-синього, склепіння — білого (в центральному залі і похилому ході — Reybond 916, в бічних залах — ALPOLIC/fr SCM). Цоколі колійних стін і колон оздоблені гранітом. Підлогу станції прикрашає складний композиційно орнамент, створений з п'яти сортів граніту різних кольорів і відтінків. На колійних стінах були спочатку встановлені панелі з назвою станції і помаранчевим квадратом (колір лінії 4, до складу якої станція входила при відкритті).
Спочатку станція планувалася з традиційним для ленінградського метробудування мармуровим оздобленням. Нижні дві третини стін повинні були бути світло-бежевими, а верхня третина — блакитним. Склепіння станції, планувалося пофарбувати в синій колір.
Тема оздоблення станції — історія російської авіації і повітроплавання. У глухому торці знаходиться мозаїчне панно «Політ на повітряній кулі», на простінках встановлено 18 музичних медальйонів із зображеннями повітряних боїв, з портретами С. І. Уточкіна, Н. Н. Полікарпова, С. В. Ільюшина, Г. Є. Котельникова і двома пам'ятними написами: «Героїчним захисникам Батьківщини 1941-1945 присвячується» і «60-річчю перемоги 1945-2005» (художник А. К. Бистров).
У 2009 році на станції було запроваджено новий інформаційний простір, назви станції з колійних стін були демонтовані.

## Перспективи
У перспективі планується продовження лінії на північ уздовж Комендантського проспекту у Колом'яги і спорудження ще чотирьох станцій та одного депо [ 9 ]. Наприкінці лінії проектом намічено будівництво депо - ТЧ-8. На станції існує задєл під майбутній перехід на Північну хордову лінію. На середину 2010-х будівництво Північної Хорди не планується принаймні до 2025 року. Також замість переходу можливе будівництво другого похилого ходу. Це найімовірніший варіант зважаючи на виключення з продовження лінії станції «Озеро Довге». У проекті ця станція повинна була розташовуватися в безпосередній близькості (близько 1,1 км по прямій) від станції «Комендантський проспект».